# 南哈德利 (馬薩諸塞州)
南哈德利（英語：i/ˈhædliː/, HAD-lee） 是美國馬薩諸塞州漢普夏縣的一個鎮，2010年人口普查時有17,514人。它是斯普林菲爾德都會統計區的一部分。七姐妹學院之一的曼荷蓮學院位於此地。
1659年至1721年南哈德利只是哈德利的一個無人地區，1721年首個英格蘭移民從哈德利遷居到此。 美國第一條成功通航的運河南哈德利運河即位於此地。